# Adenoma sebáceo

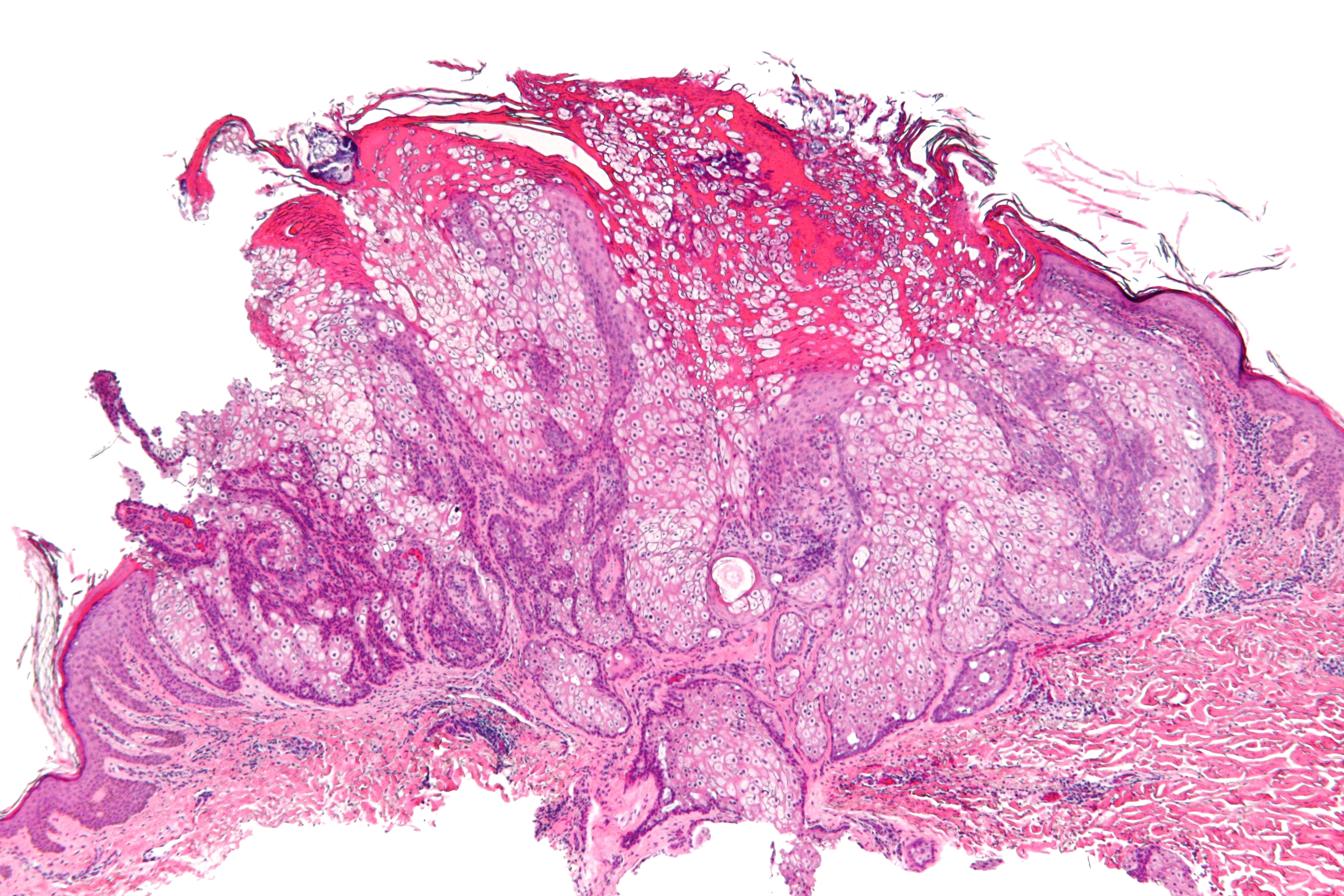
Adenoma sebáceo.

Un adenoma sebáceo es un tipo de adenoma que provoca una enfermedad cutánea, y consiste en un tumor benigno de crecimiento lento, habitualmente una pápula o nódulo de color rosa, carne o amarillo.

## Importancia
Los adenomas sebáceos aislados no revisten gravedad; sin embargo pueden estar asociados con el síndrome de Muir-Torre, una enfermedad genética que predispone al cáncer.
Aunque puede estar asociada con el complejo de la esclerosis tuberosa, no la determina y el término «adenoma sebáceo» es una denominación errónea para los angiofibromas faciales relacionados con el mismo.